# シャンピニー＝シュル＝マルヌ
シャンピニー＝シュル＝マルヌ （Champigny-sur-Marne）は、フランス、イル・ド・フランス地域圏、ヴァル＝ド＝マルヌ県の都市。パリ郊外に広がるアグロメラシオン（パリ都市圏）内で27箇所ある、フランス共産党所属市長を持つコミューンである（フランス国内では806箇所）。
シャンピニーとは、シャンパーニュ（Champagne）から派生した言葉で、ブドウ畑の下に広がる広大な白亜の平原を意味する。

## 交通
- 鉄道 - RER A線、RER E線

## 姉妹都市
- ベルナウ・バイ・ベルリン、ドイツ
- ロジニャーノ・マリッティモ、イタリア
- マッセルバラ、スコットランド、イギリス
- ハラパ、ニカラグア
- アルピアルサ、ポルトガル

## 出身者
- ビリー・ケトケオポムポン - サッカー選手
- ジャメル・ベルマディ - サッカー選手
- ジェフ・レーヌ＝アデレード - サッカー選手
- ミカエル・アルフォンス - サッカー選手
- ヤン・ヴァレリー - サッカー選手
- アドリアン・レガッタン - サッカー選手